# 羽狼鱈
羽狼鱈，為輻鰭魚綱鱈形目無鬚鱈科的其中一種，分布於南大西洋海域，為深海魚類，深度150-700公尺，體長可達35公分，棲息在底層水域，生活習性不明。